# Sacisaurus
Sacisaurus („ještěr (brazilské mytologické postavy) Saci“) byl rod archosaurního plaza z kladu Dinosauriformes a patřil tedy k vývojově blízkým příbuzným dinosaurů. Ti vznikli z nějaké příbuzné formy dinosauromorfa v období středního triasu. Je dokonce možné, že patřil k přímým vývojovým předkům pozdějších ptakopánvých dinosaurů.

## Historie a popis

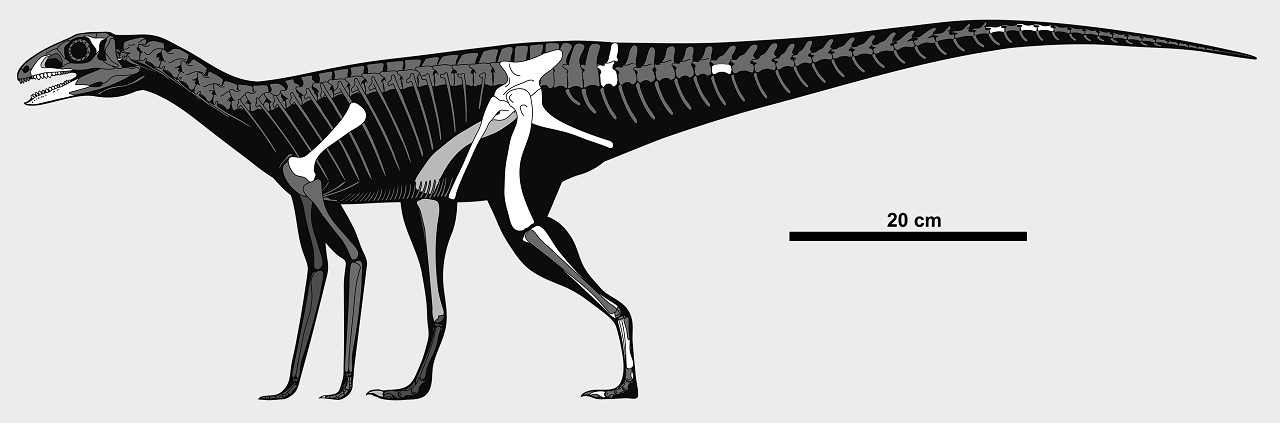
Sacisaurus - kosterní diagram.

Fosilie tohoto dinosauriforma byly objeveny v roce 2001 v sedimentech souvrství Caturrita o stáří kolem 225,4 milionu let (věk nor). K objevu došlo v oblasti Agudo (odtud druhové jméno) na území brazilského státu Rio Grande do Sul. Celkem bylo objeveno asi 50 fosilních kostí sacisaura, chyběla však kostra jedné zadní končetiny (odtud rodové jméno, odkazující k mytologické jednonohé postavě jménem Saci). Formálně byl popsán roku 2006.
Jednalo se o relativně štíhlého a pohyblivého, lehce stavěného plaza o délce asi 1,5 metru a výšce ve hřbetu kolem 70 cm. Zuby byly velmi drobné, dlouhé maximálně asi 3 mm. Podle jiných odhadů byl tento dinosauriform dlouhý až kolem 2,3 metru. Zajímavým znakem byla bezzubá předčelistní kost, podobná čelistem ptakopánvých dinosaurů.